# Étaing
Étaing település Franciaországban, Pas-de-Calais megyében. Lakosainak száma 465 fő (2022. január 1.). Étaing Tortequesne, Sailly-en-Ostrevent, Lécluse, Dury és Éterpigny községekkel határos.

## Népesség
A település népességének változása:
| Lakosok száma | 439  | 439  | 447  | 450  | 455  | 454  | 455  | 453  | 465  |
|               | 2013 | 2015 | 2016 | 2017 | 2018 | 2019 | 2020 | 2021 | 2022 |